# もっといじってプリンセス 〜もう!またこんなところで2〜
『もっといじってプリンセス 〜もう!またこんなところで2〜』は、2005年5月27日にビタミンより発売された18禁（ソフ倫審査）恋愛アドベンチャーゲームソフト。同ブランドより発売されている『いじってプリンセス〜もう!またこんなところで〜』の続編である。

## ストーリー
サプル王国の王子である主人公は、3人の妃を娶り、平和な日々を過ごしていた。そんなある日、またも突然に父王に呼び出された主人公は、新たに属領となった3国のプリンセスたちがサプル王国を訪問している20日間の処遇を任される。しかし同時に、国同士の遺恨をなくすため、3人を虜にせよとの内命をも受ける。3人の妻たちに遠慮しながらも王の命令には逆らえず、王子は新たな3人のプリンセスたちとの心と体の交流を進めていくのであった。

## ゲームの流れ
大きな流れは前作とほぼ同様。
1日の行動は、その日のパートナー選び → 会話パート → いじりパート（Hパート）の順で流れていき、会話パートの中での選択肢にすべて正解した場合のみ、その相手とのいじりパートに進行できる。なお本作では、会話パートの選択肢が不正解であった場合のいじりパートの相手が、メイドのニーナだけではなく、妃たちを含めた4人の中から選べるようになった。
もちろん、城内のさまざまな場所での多彩なHや、和姦主体のコメディ作品には珍しい触手姦やスカトロ系のシーンなども健在であり、また3Pのシーンがかなり増やされているのが特徴である。
なおエンディングは前作同様、ハーレムエンド（＝トゥルーエンド）と、新登場の3人のプリンセスそれぞれのエンドがある。ただしニーナエンドはなくなっており、その代わりに前作で結婚した3人の妃との「姫エンド」が加わっている。

## 登場人物
アル＝サプル
声 - なし
本作の主人公。朝の体操の習慣は続いているようだ。
オーレリア
声 - 相模真
本作より登場。西方の小さな宗教国家のプリンセスで、自身も司祭を勤めている。敬虔な信者の多い祖国のなかでも特に信心深く、物事をすべて神の思し召しと思い込むことが多い。そのためか楽観的な性格で、人を疑うことを知らない。
身長153cm。スリーサイズは83-52-82。
一人称はわたし。主人公のことは王子さまと呼ぶ。
レンファ
声 - 柴田蕗
本作より登場。歴史ある東方の国のプリンセス。好奇心旺盛でアグレッシブな性格だが、精神的に幼い面もあり寂しがり屋でもある。実はかなりの武術の使い手であるという設定があるが、作中ではほとんど描写はない。
身長150cm。スリーサイズは72-49-80。シリーズ初の貧乳ヒロイン。
一人称はレンファ。主人公のことは王子と呼ぶ。
ルゥ
声 - 黒崎猫
本作より登場。芸能と踊りで神を称える習慣を持つ砂漠の国のプリンセスで、自らも巧みな踊り手である。祖国が代々女王が治める女性上位のお国柄であることから、男性を低く見る傾向がある。語尾に「…ぢゃ」をつけるなど、古風なしゃべり方が特徴。
身長166cm。スリーサイズは88-54-89。
一人称はわらわ。主人公のことはおぬしと呼ぶ。
アイリ
声 - みすみ
主人公の妃の一人。サプル王国のプリンセスだが、養女であり、王や主人公と血縁はない。国民からの絶大なる人気を生かして、結婚してからは主に内政面で活躍している。
一人称はアイリ。主人公のことは、結婚したにもかかわらず、相変わらずお兄さまと呼ぶ。
かぐや
声 - まりもりん
主人公の妃の一人。遥か東方にある経済大国のプリンセス。祖国の経済力と貿易上の影響力を利用して、結婚してからは主に外交面で活躍している。
一人称はわたくし。主人公のことは殿下と呼ぶようになった。
シャルロット
声 - 金田めい
主人公の妃の一人。武力に秀でた国ガルランディアのプリンセス。卓抜した剣技と祖国の軍事力を背景に、結婚してからは主に軍事面で活躍している。
一人称はわたし。主人公のことは王子と呼ぶようになった。姫将軍と呼ばれただけの誇りや気品こそ失っていないものの、前作に比べ口調が若干優しくなったほか、性格もかなり穏和になっている。
ニーナ
声 - 森藍子
主人公つきのメイド。相変わらず、性格は非常に明るく、スーパーポジティブシンキング。その一方、気配り上手で、主人公や妃たちをそれとなくサポートしていることも多い。
一人称はニーナ。主人公のことは王子様と呼ぶ。
サプル王
声 - どてら4号
サプル王国の国王で、主人公の父。3人の妃を娶った（虜にした）息子を少し見直したが、今度は、その実力を国の繁栄のため利用しようとしている。キレるとキャラが変わるのは相変わらず。

## スタッフ
- 監督：くるぶし
- シナリオ：慈恩大、ピーナツ太郎
- 原画：坂下吹雪
- 音楽
  - OP：私のReason
詞・曲：谷上純三(Cube)、歌：安藤夏
  - ED：愛すれば愛するほど
詞・曲：谷上純三(Cube)、歌：SATOMI

## もっといじってプリンセスなの!
イベント会場での先行発売を経て、2006年10月6日より一般向けに発売されたシリーズ作品。ストーリーを持ったゲームではなく、本作より登場の3人のヒロインたちが登場するミニゲーム集と新作Hシーン、フルバージョンの主題歌集が入った、ファンディスク的な内容となっている。